# Jan Kukal
Jan Kukal (Bratislava, 13 settembre 1942) è un ex tennista cecoslovacco.

## Carriera
In carriera ha vinto un titolo di doppio, il Des Moines Open nel 1973, in coppia con Jiří Hřebec. Nei tornei del Grande Slam ha ottenuto il suo miglior risultato raggiungendo le semifinali di doppio all'Open di Francia nel 1972, in coppia con il connazionale Jan Kodeš.
In Coppa Davis ha disputato un totale di 24 partite, collezionando 13 vittorie e 11 sconfitte.

## Statistiche

### Doppio

#### Vittorie (1)
| Numero | Anno            | Torneo                      | Superficie | Compagno    | Avversari in finale     | Punteggio     |
| 1.     | 4 febbraio 1973 | Des Moines Open, Des Moines | Cemento    | Jiří Hřebec | Juan Gisbert Ion Țiriac | 4-6, 7-6, 6-1 |

#### Finali perse (3)
| Numero | Anno             | Torneo                              | Superficie  | Compagno    | Avversari in finale              | Punteggio     |
| 1.     | 2 maggio 1971    | Catania Open, Catania               | Terra rossa | Jan Kodeš   | Pierre Barthes François Jauffret | 4-6, 6-3, 3-6 |
| 2.     | 20 agosto 1972   | Canada Open, Montréal               | Terra rossa | Jan Kodeš   | Ilie Năstase Ion Țiriac          | 6-7, 3-6      |
| 3.     | 13 febbraio 1973 | Salt Lake City Open, Salt Lake City | Cemento     | Jiří Hřebec | Mike Estep Raúl Ramírez          | 4-6, 6-7      |